# Ґувахаті
Ґувахаті (англ. Guwahati, асс. গুৱাহাটী, гінді गुवाहाटी), раніше Ґаухаті (англ. Gauhati) — місто в індійському штаті Ассам на південному березі річки Брахмапутра, найбільше місто Північно-Східної Індії. Передмістя Ґувахаті, Діспур, що знаходиться за 10 км на південь від центру міста, є столицею штату Ассам.

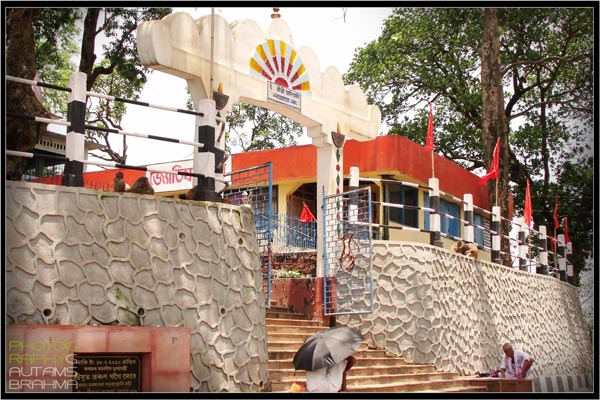
Вхід до храму Наваграха

Ґувахаті знаходиться на п'ятому місці серед міст Індії за швидкістю росту та входить за цим показником у першу сотню міст світу. Якщо в 1971 році його населення становило близько 200 тисяч чоловік, то станом на 2009 рік воно досягло 997 тис..
Ґувахаті — комерційний і освітній центр Північно-Східної Індії і місце розташування освітніх установ світового рівня, наприклад філія Індійського технологічного інституту в Ґаухаті. Також місто є центром проведення культурних (Шріманта Калакшетра) і спортивних заходів регіону і адміністративно-політичним центром Ассаму. Завдяки річковому порту, місто зі стародавніх часів є також і транспортним центром регіону.
Точний час заснування міста невідомий. Проте за легендами воно є одним з якнайстаріших міст світу. Це підтверджують стародавній храм Камакх'я на горбі Нілачал, храм Наваґрах («Храм дев'яти планет», стародавній храм, присвячений астрології) на горбі Чітрачал та археологічні знахідки в районі Басіста.

## Клімат
Місто знаходиться у зоні, котра характеризується вологим субтропічним кліматом. Найтепліший місяць — серпень із середньою температурою 28.8 °C (83.8 °F). Найхолодніший місяць — січень, із середньою температурою 16.9 °С (62.4 °F).
| Клімат Ґувахаті         | Клімат Ґувахаті | Клімат Ґувахаті | Клімат Ґувахаті | Клімат Ґувахаті | Клімат Ґувахаті | Клімат Ґувахаті | Клімат Ґувахаті | Клімат Ґувахаті | Клімат Ґувахаті | Клімат Ґувахаті | Клімат Ґувахаті | Клімат Ґувахаті | Клімат Ґувахаті |
| Показник                | Січ.            | Лют.            | Бер.            | Квіт.           | Трав.           | Черв.           | Лип.            | Серп.           | Вер.            | Жовт.           | Лист.           | Груд.           | Рік             |
| Середній максимум, °C   | 23,6            | 26,2            | 29,9            | 31,2            | 31,1            | 31,7            | 31,8            | 32,1            | 31,6            | 30,2            | 27,6            | 24,6            | 29,3            |
| Середня температура, °C | 16,9            | 19,1            | 22,9            | 25,6            | 26,9            | 28,3            | 28,7            | 28,8            | 28,1            | 26,1            | 22,2            | 18,2            | 24,3            |
| Середній мінімум, °C    | 10,2            | 11,9            | 15,8            | 20              | 22,6            | 24,8            | 25,5            | 25,5            | 24,6            | 21,9            | 16,7            | 11,7            | 19,3            |
| Норма опадів, мм        | 11.8            | 17.2            | 55.1            | 147             | 248.9           | 316.8           | 351.2           | 269.4           | 187             | 90.9            | 18.5            | 7.3             | 1721.1          |
| ----------------------- | --------------- | --------------- | --------------- | --------------- | --------------- | --------------- | --------------- | --------------- | --------------- | --------------- | --------------- | --------------- | --------------- |
| Джерело: Weatherbase    |                 |                 |                 |                 |                 |                 |                 |                 |                 |                 |                 |                 |                 |

## Відомі люди
- Раджанікант Бордолай